# Dominic Seldis
Dominic Max Seldis (Bury St. Edmunds, 22 juni 1971) is een Brits contrabassist en dirigent. Hij is aanvoerder van de contrabassen in het Koninklijk Concertgebouworkest.

## Biografie
Seldis werd opgeleid aan de Chetham's School of Music in Manchester en later aan de Royal Academy of Music in Londen. In 1992 ging hij naar Salzburg om te studeren aan het Mozarteum.
Als solist speelde hij met het London Symphony Orchestra, het Philharmonia Orchestra, het Royal Philharmonic Orchestra, London Sinfonietta, Academy of St. Martin in the Fields het Orchestra of St. Johns Smith Square en het BBC National Orchestra of Wales. Hij is ook actief als kamermuziekspeler. Naar eigen zeggen is zijn carrière bepaald door slechts twee noten. Hiermee doelde hij op de vier tonen die hij speelt op de intro van de James Bond-film GoldenEye, gezongen door Tina Turner, toen hij 24 jaar oud was.
In 1998 werd hij benoemd tot aanvoerder van het BBC National Orchestra of Wales en sinds 2008 bekleedt hij deze positie in het Koninklijk Concertgebouworkest in Amsterdam.
Hij geeft af en toe les (visiting professor) aan de Royal Academy of Music in Londen.
In 2012, 2014, 2016, 2017, 2019, 2021/22 en 2023/24 was hij jurylid bij het AVRO-TROS-televisieprogramma Maestro. In mei 2021 was Seldis te zien als drag in het televisieprogramma Make Up Your Mind. In 2023 deed hij samen met dochter Kathy mee aan het televisieprogramma Race across the world. Hij werkte samen met Francis van Broekhuizen in The Francis and Dominic Show. In 2024 staat hij in de theaters met zijn show "favourites", waarin hij zijn liefdes muziek en vertellen combineert.
Dominic Seldis is getrouwd en heeft een zoon. Ook heeft hij drie dochters uit een vorig huwelijk.